# HLA-A80

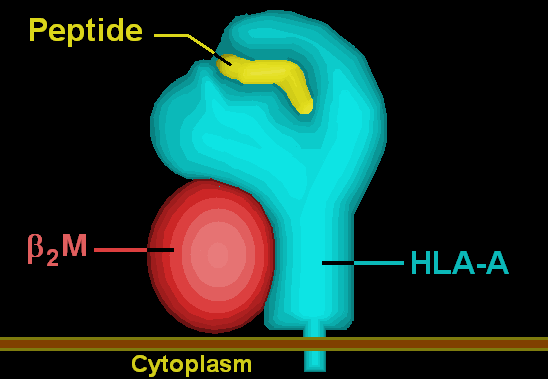

HLA-A80 هو نمط مصلي من مستضد الكريات البيضاء البشرية-أ.